# Kar Chang
Kar Chang (persiska: كر چنگ) är en ort i Iran.   Den ligger i provinsen Mazandaran, i den norra delen av landet, 160 km nordost om huvudstaden Teheran. Kar Chang ligger 109 meter över havet och antalet invånare är 185.
Terrängen runt Kar Chang är kuperad åt sydost, men åt nordväst är den platt.Runt Kar Chang är det ganska glesbefolkat, med 34 invånare per kvadratkilometer. Närmaste större samhälle är Sari, 16,3 km nordost om Kar Chang. I omgivningarna runt Kar Chang växer i huvudsak blandskog.